# 槐塘双坊
槐塘双坊，位于中国安徽省黄山市歙县郑村镇棠樾村槐塘，包括村东南的丞相状元坊和村东北的龙兴独对坊。
丞相状元坊是一座功名坊，高9.1米，四柱三间三楼式，旌表槐塘村程氏家族的四位子弟：南宋理宗时右丞相兼枢密使程元凤（1200--1269）、其弟工部侍郎（亚卿）程元岳、侄宋景定二年辛酉科御赐状元程杨祖、侄秘阁学士程念祖。始建于南宋，现存石坊是明弘治年重建。由于“圣旨”、“丞相”、“状元坊”、题有“亚卿”、“学士”字样。
龙兴独对坊位于元末明初槐塘贤儒唐仲实故宅前，建于明正德年间（1506-1521年），为纪念朱元璋在元至正十八年（1358年）与唐仲实的一次对话而建，题字“龙兴独对”和铭文一篇，规模宏大，雕刻精美。
2012年6月21日，槐塘双坊公布为第六批安徽省文物保护单位。